# 599 Луїза
599 Луїза (599 Luisa) — астероїд головного поясу, відкритий 25 квітня 1906 року Джоелем Хастінґсом Меткалфом у Тонтоні, Массачусетс.